# Enlil-nádín-achché
Enlil-nádín-achché (dosl. „[Bůh] Enlil daroval bratra,“ nebo Enlil-Šuma-usur (den-lil-MU-SES); DBE-MU-SES v pozdějším znění) byl poslední kassitský král Babylonie. Byl u vlády pouhé tři roky, mezi 1157–1154 př. n. l.
Enlil-nádín-achché vedl vzpouru proti elamskému králi Kutir-Nachchuntemu II. (jehož otec Šutruk-Nachchunte I. si Babylon vojensky podmanil) a prohlásil se králem Babylónu. Povstání v zemi trvalo tři roky a zanechalo ji úplně zpustošenou. Kutir-Nachchunte jednal při potlačování rebelie ještě bezohledněji než jeho otec během dobývání. Babylon a jeho svatyně byly zničeny. Nakonec byl Enlil-nádín-achché zajat a odveden do Elamu jako vězeň. Tam ho následovala i nová posvátná socha boha Marduka, která v babylonské Esagile nahradila původní sochu, unesenou do Asýrie ještě Tukulti-Ninurtou I. Kutir-Nachchunte se hned po porážce povstalců vrátil do Elamu, zřejmě aby obsadil trůn po zemřelém otci, ale ustanovil v Babyloně elamského guvernéra.